# Malacophagula bicoloricauda
Malacophagula bicoloricauda är en tvåvingeart som först beskrevs av Guilherme A.M.Lopes 1969.  Malacophagula bicoloricauda ingår i släktet Malacophagula och familjen köttflugor.
Artens utbredningsområde är Peru. Inga underarter finns listade i Catalogue of Life.